# Bendt Bendtsen
Bendt Bendtsen (nacido el 25 de marzo de 1954, en Odense) es un político danés. Fue el líder del Partido Popular Conservador, desde el 5 de agosto de 1999 hasta el 9 de septiembre de 2008. Como líder del segundo partido con más escaños en el gobierno de Anders Fogh Rasmussen, ocupaba el cargo de primer ministro Diputado, encargado de sustituir al primer ministro en posibles ausencias temporales. Con la entrada del gobierno de Rasmussen en noviembre de 2001, fue nombrado Ministro de Cooperación Nórdica (hasta junio de 2002), y Ministro de Comercio e Industria, durante las tres legislaturas del gobierno en coalición, hasta el día en que presentó su dimisión como líder del partido. Su sucesora como líder del Partido Popular, y también como Ministra de Comercio e Industria, fue Lene Espersen.
Es miembro del Parlamento de Dinamarca (Folketinget) desde el 21 de septiembre de 1994.
Antes de ser representante parlamentario, Bendtsen trabajaba de policía en Odense, donde también era miembro electo del ayuntamiento.